# Alona verrucosa
Alona verrucosa är en kräftdjursart som beskrevs av Georg Ossian Sars 1901. Alona verrucosa ingår i släktet Alona och familjen Chydoridae. Inga underarter finns listade i Catalogue of Life.